# Yūji Kamijō
Yūji Kamijō (jap. 上條有司 Kamijō Yūji; * 7. April 1986 in Matsumoto) ist ein ehemaliger japanischer Eisschnellläufer.

## Werdegang
Kamijō belegte bei der Winter-Universiade 2009 in Harbin den 28. Platz über 1000 m, den 12. Rang über 500 m sowie den achten Platz über 100 m und gewann im folgenden Jahr bei den Einzelstreckenasienmeisterschaften in Obihiro die Goldmedaille über 500 m. Zudem wurde er dort Sechster über 1000 m. In der Saison 2010/11 nahm er in Changchun erstmals am Eisschnelllauf-Weltcup teil, wobei er in der B-Gruppe die Plätze vier und zwei über 1000 m errang und kam bei der Sprintweltmeisterschaft 2011 in Heerenveen auf den 29. Platz. In der folgenden Saison erreichte er in Tscheljabinsk sowie in Heerenveen mit dem achten Platz über 500 m sein bestes Ergebnis im Weltcup. Zudem absolvierte er im März 2012 in Berlin seinen letzten Weltcup, welchen er auf dem 20. Platz über 500 m beendete. In der Saison 2013/14 belegte er bei der Sprintweltmeisterschaft 2014 in Nagano den 15. Platz und bei den Olympischen Winterspielen 2014 in Sotschi den 20. Rang über 500 m.

## Erfolge

### Olympische Spiele
- 2014 Sotschi: 20. Platz 500 m

### Sprint-Weltmeisterschaften
- 2011 Heerenveen: 29. Platz Sprint-Mehrkampf
- 2014 Nagano: 15. Platz Sprint-Mehrkampf

### Asienmeisterschaften
- 2010 Obihiro: 1. Platz 500 m, 6. Platz 1000 m

## Persönliche Bestzeiten
| Disziplin | Zeit        | Datum          | Ort     |
| --------- | ----------- | -------------- | ------- |
| 500 m     | 34,76 s     | 16. März 2010  | Calgary |
| 1000 m    | 1:10,01 min | 16. März 2010  | Calgary |
| 1500 m    | 1:51,37 min | 9. August 2009 | Calgary |
| 3000 m    | 4:33,78 min | 1. Januar 2001 | Seoul   |
| 5000 m    | 8:00,45 min | 2. Januar 2001 | Seoul   |